# Titanic (1943)
Titanic is een in 1943 door Universum Film AG in Berlijn opgenomen nazipropagandafilm over de ondergang van de RMS Titanic in de nacht van 14 op 15 april 1912. De film was op dat moment de duurste productie die ooit was gemaakt in de geschiedenis van de Duitse filmindustrie. De inhoud is duidelijk gericht op het in een kwaad daglicht stellen van Groot-Brittannië, door te suggereren dat de ondergang van het schip met de meer dan 1500 doden als gevolg te wijten was aan het Britse winstbejag. De Titanic zou met te hoge snelheid hebben moeten varen om het wereldrecord te breken, en daardoor de fatale ijsberg niet meer op tijd hebben kunnen ontwijken. Ten tijde van de opname was al algemeen bekend dat dit niet de echte oorzaak van de ramp is geweest, ook bij de Duitse filmstudio's.
Na de Tweede Wereldoorlog is de film lange tijd in de vergetelheid geraakt en werd behalve in Duitsland en de Sovjet-Unie vrijwel nergens uitgezonden. Pas in 1992 werd er in Duitsland een VHS-reproductie van lage kwaliteit uitgebracht, waaruit de ergste propagandascènes waren verwijderd. In 2005 bracht Kino International de volledige, ongecensureerde versie uit op dvd.

## Inhoud
Tijdens een vergadering van de Britse rederij White Star Line wordt bekendgemaakt dat de beurskoersen kelderen. De voorzitter verklaart dat hij tijdens de eerste reis van de Titanic een geheim zal onthullen waardoor de aandelen weer zullen stijgen. Ook maken ze een plan om hun aandelen eerst te verkopen en deze vervolgens weer terug te kopen vlak voordat bekend zal worden dat het schip vanwege het snelheidsrecord varen de blauwe wimpel heeft gekregen. Hierdoor zullen de aandelen meteen weer heel veel waard zijn.
De Duitse onderofficier Petersen dringt er bij de rederij op aan het schip snelheid te laten minderen. Wanneer de Titanic eenmaal tegen een ijsberg is gelopen en vergaat, is Petersen degene die erin slaagt de meeste passagiers te redden. Hij redt op het laatste moment ook een Brits meisje dat alleen was achtergelaten. Petersen en de andere Duitsers aan boord zijn tijdens de ramp het dapperst.
De film eindigt met een door Petersen aangespannen proces tegen de rederij waarin de jury tot het oordeel komt dat de Britten geen enkele schuld aan de ramp hebben, aangezien de omgekomen kapitein de enige bevelhebber van het schip was. In de aftiteling staat de tekst: "De dood van 1500 mensen bleef onvergolden, een eeuwige aanklacht tegen het Engelse winstbejag".

## Bezetting
- Sybille Schmitz als Sigrid Olinsky
- Hans Nielsen als onderofficier Petersen
- Kirsten Heiberg als Gloria
- E.F. Fürbinger als Bruce Ismay
- Karl Schönböck als John Jacob Astor IV
- Charlotte Thiele als Madeleine Astor
- Otto Wernicke als kapitein Edward Smith
- Franz Schafheitlin als Hunderson
- Sepp Rist als Jan
- Monika Burg als Manniküre Heidi
- Jolly Bohnert als Marcia
- Fritz Böttger als Lord Douglas
- Hermann Brix als kapelmeester Gruber
- Lieselott Klinger als Anne
- Theodor Loos als Geheimratslid Bergmann

## Productie
Titanic is grotendeels opgenomen aan boord van de Cap Arcona, een schip dat in mei 1945 door een bombardement is vergaan. De scènes met de reddingsboten zijn opgenomen op de Oostzee.
Het Reichsministerium für Volksaufklärung und Propaganda (RMVP) had in 1939 aan de Duitse filmstudio's gevraagd om zoveel mogelijk anti-Brits materiaal te produceren. Tobis Film legde in eerste instantie een script voor dat was gebaseerd op een roman van Josef Pelz von Felinau, die had aangegeven ten tijde van de ramp op de reddingsboot Carpathia te zijn geweest. Vervolgens kwam uit dat Felinau dit verhaal enkel had verzonnen om zijn roman interessanter te maken, waarop hij weer van het project voor de film werd gehaald.
In 1941 kwam August Christian Riekel met een nieuw, sterk aangepast draaiboek. Herbert Maisch werd in eerste instantie aangewezen als regisseur, later werd dit de meer ervaren regisseur Herbert Selpin die het scenario opnieuw aanpaste. Selpin werd vanwege zijn openlijke kritiek op de Wehrmacht door Joseph Goebbels echter beschuldigd van verraad en gearresteerd. Op 1 augustus 1942 werd hij dood in zijn cel gevonden. Het is nooit duidelijk geworden of dit moord of zelfmoord was.
De regie van Titanic werd een jaar later voltooid door Werner Klingler, nadat het theater waar de oorspronkelijke première had moeten plaatsvinden was gebombardeerd. De film was daarom met Kerstmis 1943 alleen te zien in het door nazi-Duitsland bezette Parijs, waarna de film door Goebbels volledig in de ban werd gedaan. Als gevolg van de toen al vrijwel dagelijks plaatsvindende geallieerde bombardementen was er in Duitsland weinig behoefte aan een nieuwe rampenfilm.

## Varia
Inhoudelijk vertoont de film enkele opvallende overeenkomsten met de veel bekendere verfilming Titanic van James Cameron (1997). Petersen dringt er bijvoorbeeld bij zijn verloofde op aan dat zij het eerst in de reddingsboot stapt. Daarna redt hij met een bijl zelf enkele van zijn vrienden en een jong Brits meisje dat door haar zelfzuchtige kapitalistische moeder is achtergelaten uit de vollopende kajuiten. Daarnaast zijn er enkele zijdelingse verhaallijnen die doen denken aan de verfilming van Cameron: een van de bemanningsleden wordt beschuldigd van een juwelendiefstal die hij niet heeft begaan, en een jong meisje dat tegen haar zin door haar ouders wordt uitgehuwelijkt wordt door een andere jongeman verleid.
Enkele scènes zijn gebaseerd op de waargebeurde lotgevallen van een Joods echtpaar dat aan boord van de RMS Titanic was, Isidor en Ida Straus. Gezien de context waarin de film is geproduceerd is dit beslist opvallend te noemen. Bij het uitbrengen van de film destijds in nazi-Duitsland is dit feit verzwegen.